# Шкабатур Валентин Іванович
Валентин Іванович Шкабатур (1908 — ?) — український радянський діяч, секретар Запорізького обласного комітету КПУ.

## Біографія
Освіта вища. Працював інженером. Член ВКП(б).
На 1942—1943 роки — секретар Магнітогорського міського комітету ВКП(б) із промисловості Челябінської області.
Із 1943 року — заступник секретаря Магнітогорського міського комітету ВКП(б) із промисловості Челябінської області.
На 1949—1950 роки — завідувач відділу важкої промисловості Запорізького обласного комітету КП(б)У. До вересня 1952 року — завідувач промислового відділу Запорізького обласного комітету КП(б)У.
У вересні 1952 — лютому 1960 року — секретар Запорізького обласного комітету КПУ.
Подальша доля невідома.

## Нагороди
- орден Червоної Зірки (.09.1943)
- медалі